# Абдураимов, Махкам Абдураимович
Махкам Абдураимович Абдураимов (18 декабря (5 декабря) 1916 года, Сырдарьинская область — 12 июня 1975 года, Ташкент) — советский историк-востоковед, заведующий сектором позднего феодализма в Узбекистане Института истории АН УзССР, доктор исторических наук.

## Биография
Родился 18 декабря (5 декабря) 1916 года в селе Хумсон Сырдарьинской области в семье крестьянина-бедняка.
Научная и преподавательская деятельность М. А. Абдураимова началась по окончании им в 1940 году исторического факультета Ташкентского государственного педагогического института им. Низами (ныне университет).
Перу М. А. Абдураимова принадлежат ряд книг и статьей по истории феодализма в Средней Азии, в том числе на территории Бухарского ханства (Бухарского эмирата): «Вопросы феодального землевладения и феодальной ренты в письмах эмира Хайдара», «Очерки аграрных отношений в Бухарском ханстве в XVI — первой половине XIX века».

## Оценка личности Тамерлана
М. А. Абдураимов отрицательно трактовал деятельность Тамерлана, считая её реакционной
Скончался 12 июня 1975 года после тяжёлой и продолжительной болезни.